# Kaattasjärvi
Kaattasjärvi är en sjö i Finland. Den ligger i kommunen Rovaniemi i landskapet Lappland, i den norra delen av landet, 700 km norr om huvudstaden Helsingfors. Kaattasjärvi ligger 164,9 meter över havet. Arean är 19,1 hektar och strandlinjen är 1,82 kilometer lång. Sjön  ingår i Kemi älvs huvudavrinningsområde. 